# Scartella cristata
Scartella cristata is een straalvinnige vissensoort uit de familie van de naakte slijmvissen (Blenniidae). De wetenschappelijke naam van de soort is in 1758 door Linnaeus in de tiende editie van Systema naturae als Blennius cristatus.